# Olympische Sommerspiele 1968/Tennis
Im Rahmen der Olympischen Spiele 1968 in Mexiko-Stadt wurden insgesamt zehn Wettbewerbe im Tennis ausgetragen. Vom 14. bis 20. Oktober 1968 wurden als Demonstrationswettbewerb in Guadalajara fünf Konkurrenzen im Einzel, Doppel und Mixed-Doppel der Damen und Herren ausgespielt. Vom 24. bis 26. Oktober 1968 fanden dieselben Konkurrenzen als Exhibitionwettbewerb in Mexiko-Stadt statt.

## Demonstration

### Herren

#### Einzel
| Platz | Land               | Spieler         |
| ----- | ------------------ | --------------- |
| 1     | Spanien            | Manuel Santana  |
| 2     | Spanien            | Manuel Orantes  |
| 3     | Vereinigte Staaten | Herb Fitzgibbon |

#### Doppel
| Platz | Land              | Spielerin                       |
| ----- | ----------------- | ------------------------------- |
| 1     | Mexiko            | Rafael Osuna Vicente Zarazúa    |
| 2     | Spanien           | Juan Gisbert Manuel Santana     |
| 3     | Frankreich Mexiko | Pierre Darmon Joaquín Loyo Mayo |

### Damen

#### Einzel
| Platz | Land               | Spielerin       |
| ----- | ------------------ | --------------- |
| 1     | BR Deutschland     | Helga Niessen   |
| 2     | Vereinigte Staaten | Jane Bartkowicz |
| 3     | Vereinigte Staaten | Julie Heldman   |

#### Doppel
| Platz | Land                          | Spielerin                          |
| ----- | ----------------------------- | ---------------------------------- |
| 1     | BR Deutschland                | Edda Buding Helga Niessen          |
| 2     | Frankreich Vereinigte Staaten | Rosa Maria Darmon Julie Heldman    |
| 3     | Vereinigte Staaten            | Jane Bartkowicz Valerie Ziegenfuss |

### Mixed
| Platz | Land               | Spieler                        |
| ----- | ------------------ | ------------------------------ |
| 1     | Vereinigte Staaten | Julie Heldman Herb Fitzgibbon  |
| 2     | BR Deutschland     | Helga Niessen Jürgen Faßbender |
| 3     | Vereinigte Staaten | Jane Bartkowicz Jim Osborne    |

## Exhibition

### Herren

#### Einzel
| Platz | Land           | Spieler            |
| ----- | -------------- | ------------------ |
| 1     | Mexiko         | Rafael Osuna       |
| 2     | BR Deutschland | Ingo Buding        |
| 3     | Sowjetunion    | Wladimir Korotkow  |
| 3     | Italien        | Nicola Pietrangeli |

#### Doppel
| Platz | Land                | Spielerin                         |
| ----- | ------------------- | --------------------------------- |
| 1     | Mexiko              | Rafael Osuna Vicente Zarazúa      |
| 2     | Frankreich Mexiko   | Pierre Darmon Joaquín Loyo Mayo   |
| 3     | Ecuador Sowjetunion | Francisco Guzmán Teimuras Kakulia |
| 3     | Sowjetunion         | Wladimir Korotkow Anatoli Wolkow  |

### Damen

#### Einzel
| Platz | Land               | Spielerin            |
| ----- | ------------------ | -------------------- |
| 1     | Vereinigte Staaten | Jane Bartkowicz      |
| 2     | Vereinigte Staaten | Julie Heldman        |
| 3     | Ecuador            | María Eugenia Guzmán |
| 3     | Brasilien          | Suzana Petersen      |

#### Doppel
| Platz | Land                          | Spielerin                            |
| ----- | ----------------------------- | ------------------------------------ |
| 1     | Frankreich Vereinigte Staaten | Rosa Maria Darmon Julie Heldman      |
| 2     | Vereinigte Staaten            | Jane Bartkowicz Valerie Ziegenfuss   |
| 3     | Ecuador Brasilien             | María Eugenia Guzmán Suzana Petersen |
| 3     | Mexiko Sowjetunion            | Cecilia Rosado Zaiga Jansone         |

### Mixed
| Platz | Land                              | Spieler                          |
| ----- | --------------------------------- | -------------------------------- |
| 1     | Sowjetunion                       | Zaiga Jansone Wladimir Korotkow  |
| 2     | BR Deutschland Vereinigte Staaten | Ingo Buding Jane Bartkowicz      |
| 3     | Frankreich                        | Rosa Maria Darmon Pierre Darmon  |
| 3     | Brasilien Sowjetunion             | Suzana Petersen Teimuras Kakulia |